# Parzentrizität
Die Parzentrizität (englisch parcentricity) ist eine Eigenschaft eines bilderzeugenden optischen Systems, zum Beispiel einer Kamera oder eines Lichtmikroskops. Bei einem perfekt parzentrischen System bleibt der Mittelpunkt des Bildes bei einer Änderung am System weiterhin in der Bildmitte, er wandert also nicht seitlich. Entsprechende Änderungen am System können beispielsweise das Drehen des Objektivs, fokussieren oder der Wechsel des Objektivs bei einem Lichtmikroskop sein.
Die Abweichung von einer perfekten Parzentrizität kann beispielsweise bei Objektivrevolvern für Lichtmikroskope in der Form „Parzentrizität ±40 µm“ als Qualitätsmerkmal angegeben werden.
Parzentrizität findet eine Entsprechung in der Parfokalität. Bei einem perfekt parfokalen Lichtmikroskop wird von allen Objektiven die exakt gleiche Ebene des Präparats scharf dargestellt, ohne dass bei einem Objektivwechsel die Schärfe nachkorrigiert werden muss.
Parzentrizität und Parfokalität sind zwei Qualitätsmerkmale der Kompensation in optischen Geräten mit hoher Auflösung. Sie sind maßgebliche Kriterien in der ingenieurtechnischen Weiterentwicklung der Präzision optischer Systeme und daher wesentliche Kriterien für das juristische Merkmal des erfinderischen Innovationssprunges (nicht bloß Stand der Technik (Patentrecht)) um patentwürdig zu sein. Aus diesem Grund sind diese Merkmale in vielen Patentschriften von Optikfirmen oder Forschungsinstitutionen aufgeführt, um die Leistungsfähigkeit der Entwicklung zu charakterisieren.